# Bon-odori

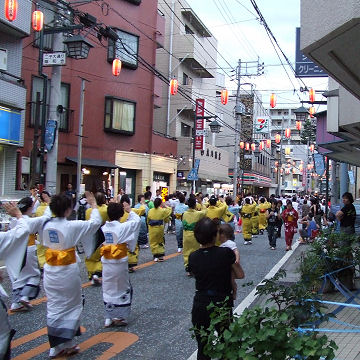
Bon-odori w Kawasaki

Bon-odori (jap. 盆踊り) - rytualny taniec tańczony podczas japońskiego święta zmarłych O-Bon, które ma miejsce w połowie lipca lub  sierpnia, w zależności od regionu Japonii. Bon-odori tłumaczony jest jako „taniec dla duchów zmarłych”. Kroki tańca bon-odori są różne dla poszczególnych rejonów kraju.